# Anna Stecksén
Anna Magdalena Stecksén (Stockholm, 27 mei 1870 — Södertälje, 15 oktober 1904) was een Zweeds arts en tevens de eerste vrouwelijke doctor in de geneeskunde in Zweden.

## Biografie

### Vroege leven
Stecksén is geboren op 27 mei 1870 in de Adolf Fredriksparochie, gelegen in het hedendaagse stadsdeel Norrmalm, in de binnenstad van Stockholm, als de dochter van generaal-majoor Johan Olof Billdau Stecksén en moeder Magdalena Christina Hjertman.

### Educatie
In 1889 behaalt zij haar diploma voor het meisjeslyceum in Stockholm. Het was Steckséns vader die haar aanmoedigde om te gaan studeren, hoewel dit indertijd niet de norm was voor vrouwen. Ze besloot medicijnen te gaan studeren aan de Universiteit van Uppsala en het Karolinska-instituut. In 1897 behaalt zij haar medische licentie. Hiermee werd zij één van een select groepje vrouwelijke artsen. Stecksén wilde echter haar doctoraat behalen en zij koos ervoor om zich te gaan specialiseren in pathologie. Hiervoor studeerde zij onder andere aan de Eberhard-Karls-Universiteit in Tübingen en aan het Pasteur-instituut te Parijs. In 1900 verdedigde Stecksén haar proefschrift waarin zij probeerde duidelijk te krijgen of kanker werd veroorzaakt door gist, bekend als: de blastomycosetheorie. Een theorie die populariteit genoot in aan het begin van de 20e eeuw. Het proefschrift gaf geen sluitend antwoord, maar werd wel als interessant beschouwd en gesteund door meerdere van haar collega's.

### Onderzoek en werk
In haar rol als doctor zette zij haar onderzoeken voort en publiceerde artikelen over malaria en de werking van het immuunsysteem tegen bacteriën. Tevens onderzocht zij de mogelijkheden om gistderivaten te gebruiken als medicatie en schreef zij een handleiding voor autopsietechnieken. Later heeft ze ook gezondheidskunde en seksuele hygiëne onderwezen op meisjesscholen in Stockholm.

### Overlijden
In 1902 reisde Stecksén naar Finland en kort daarna leed zij aan een infectie die haar dwong terug te keren naar Zweden. Voor haar reis had zij gesolliciteerd naar een positie in het laboratorium aan het Karolinska-instituut, maar deze sollicitatie trok zij terug en verhuisde samen met haar vader en zuster naar Södertälje omdat aldaar een beter omgeving zou zijn voor haar broze gezondheid. De verhuizing bleek echter geen positief effect te hebben op de infectie en zij stierf op 15 oktober 1904. Anna Magdalena Stecksén is 34 jaar oud geworden.